# Windows Firewall
Windows Firewall (tên chính thức là Windows Defender Firewall trong Windows 10), là thành phần tường lửa của Microsoft Windows. Nó lần đầu tiên được bao gồm trong Windows XP và Windows Server 2003. Trước khi phát hành Windows XP Service Pack 2 vào năm 2004, nó được gọi là Tường lửa kết nối Internet. Với việc phát hành Windows 10 phiên bản 1709, vào tháng 9 năm 2017, nó đã được đổi tên thành Windows Defender Firewall như một phần của chiến dịch quảng bá thương hiệu "Windows Defender".

## Chức năng
Khi Windows XP ban đầu được xuất xưởng vào tháng 10 năm 2001, nó đã bao gồm một tường lửa giới hạn gọi là "Tường lửa kết nối Internet". Nó bị tắt theo mặc định do lo ngại về khả năng tương thích ngược và màn hình cấu hình bị chôn vùi trong màn hình cấu hình mạng mà nhiều người dùng không bao giờ nhìn vào. Kết quả là, nó hiếm khi được sử dụng. Vào giữa năm 2003, Virus Blaster đã tấn công một số lượng lớn máy Windows, lợi dụng các lỗ hổng trong dịch vụ RPC Windows. Vài tháng sau, Virus Sasser đã làm điều tương tự. Sự phổ biến liên tục của những con giun này cho đến năm 2004 dẫn đến việc các máy móc chưa được vá đã bị nhiễm bệnh trong vòng vài phút. Do những sự cố này, cũng như những lời chỉ trích khác rằng Microsoft đã không chủ động trong việc bảo vệ khách hàng khỏi các mối đe dọa, Microsoft đã quyết định cải thiện đáng kể cả chức năng và giao diện của tường lửa tích hợp của Windows XP, đổi tên thành Windows Firewall, và bật nó theo mặc định kể từ Windows XP SP2.
Một trong ba cấu hình được kích hoạt tự động cho từng giao diện mạng:
- Public giả định rằng mạng được chia sẻ với Thế giới và là hồ sơ hạn chế nhất.
- Private giả định rằng mạng được cách ly với Internet và cho phép kết nối trong nước nhiều hơn so với công cộng. Một mạng không bao giờ được coi là riêng tư trừ khi được chỉ định bởi quản trị viên địa phương.
- Domain là hạn chế ít nhất. Nó cho phép nhiều kết nối gửi đến hơn để cho phép chia sẻ tập tin, vv Cấu hình miền được chọn tự động khi được kết nối với mạng có miền được máy tính cục bộ tin cậy.

Khả năng nhật ký bảo mật được bao gồm, có thể ghi lại địa chỉ IP và dữ liệu khác liên quan đến các kết nối có nguồn gốc từ mạng gia đình hoặc văn phòng hoặc Internet. Nó có thể ghi lại cả các gói bị rơi và kết nối thành công. Điều này có thể được sử dụng, ví dụ, để theo dõi mỗi khi máy tính trên mạng kết nối với trang web. Nhật ký bảo mật này không được bật theo mặc định; quản trị viên phải kích hoạt nó.
Tường lửa Windows có thể được kiểm soát / định cấu hình thông qua API hướng đối tượng COM, có thể tạo tập lệnh thông qua lệnh Netsh, thông qua công cụ quản trị GUI  hoặc tập trung thông qua group policies. Tất cả các tính năng có sẵn bất kể nó được cấu hình như thế nào.